# Scotogramma compacta
Scotogramma compacta là một loài bướm đêm trong họ Noctuidae.